# Franz Karl Stanzel
Franz Karl Stanzel (ur. 4 sierpnia 1923 w Molln, zm. 17 października 2023) – austriacki anglista i teoretyk literatury, profesor Uniwersytetu w Grazu, członek Österreichische Akademie der Wissenschaften (ÖAW). Stanzel jest twórcą jednej z bardziej znanych typologii sytuacji narracyjnych.